# Pollux (stea)
Pollux (β Gem / β Geminorum / Beta Geminorum) este cea mai strălucitoare stea din constelația Gemenii și una dintre cele mai strălucitoare de pe cerul nocturn. Deși a primit calificativul de "beta", ea este mai strălucitoare decât Alpha Geminorum (Castor). Numele de Pollux vine, tradițional de la "Mult vin",  astrologii asociind steaua Pollux cu vinul. De fapt, Pollux se referă explicit la Castor și Polux, doi gemeni dintre fiii lui Zeus cu Leda. Steaua are și un nume arab: Al-Ras al-Tau'am al-Mu'akhar, (الرأس التؤام المؤخر), care înseamnă "Capul celui de-al doilea Geamăn". Chinezii au considerat steaua Pollux ca Yang, unul dintre principile fundamentale ale filozofiei chineze.

## Sistem planetar
În 1993, ipoteza prezenței unei planete care orbitează în jurul lui Pollux, bazându-se pe oscilațiile vitezei radiale, a fost publicată. Această ipoteză a fost confirmată la 16 iunie 2006 de către astronomul Artie P. Hatzes. Această exoplanetă, denumită Pollux b, posedă o masă de 2,3 ori mai mare decât cea a lui Jupiter și orbitează în jurul stelei sale în circa 590 de zile.
| Planeta | Masa (M)     | Perioadă orbitală (în zile) | Axa semi-majoră (ua) | excentricitate |
| ------- | ------------ | --------------------------- | -------------------- | -------------- |
| b       | >2,30 ± 0,45 | 589.64 ± 0,81               | 1.64 ± 0.27          | 0.02 ± 0.03    |